# Hilfsverb
Als Hilfsverb (auch Auxiliarverb, Auxiliare, Auxiliar, Hilfszeitwort und Hilfswort) bezeichnet man in der Sprachwissenschaft ein Verb, dessen Funktion darin liegt, in Kombination mit einem Vollverb bestimmte grammatische Merkmale auszudrücken, z. B. Tempus oder Modus, während die Beschreibung der Situation allein vom Vollverb ausgeht. Im Deutschen verbinden sich Hilfs- und Vollverb zu einem mehrteiligen Prädikat.
Grammatische Terminologien unterscheiden sich darin, welche Verben den Status von Hilfsverben haben, z. B. ob Modalverben zu den Hilfsverben gezählt werden oder nicht. Zu den Hilfsverben im weiteren Sinne werden sowohl die Hilfsverben des Tempus (der Zeit) oder temporalen Hilfsverben (= Hilfsverben im engeren Sinne; im Deutschen: haben, sein, werden) als auch die Hilfsverben der Modalität oder modalen Hilfsverben (= Modalverben; im Deutschen: dürfen, können, mögen, müssen, sollen, wollen und traditionell auch lassen) gezählt. Die grammatische Funktion, die durch Hilfsverben ausgedrückt wird, kann die gleiche sein, die auch flektierende Verb-Endungen ausdrücken, beispielsweise das Markieren der Zeitform des Verbs. Im Fall der Flexion durch Endungen spricht man von einem synthetischen Bau, bei der Markierung durch Hilfsverben von einer analytischen oder periphrastischen Konstruktion.

## Hilfsverben im Deutschen
Im Deutschen sind die Verben haben, werden und sein zur Bildung der Perfekt-, Plusquamperfekt- und Zukunftsformen (Futur) sowie zur Konstruktion des Passivs gebräuchlich. Auch die Kombination mehrerer Hilfsverben ist möglich.
Weit verbreitet ist ferner die analytische Irrealis- bzw. Konjunktiv-II-Bildung mit würde: „wenn er kommen würde“ statt „wenn er käme“. Sie ist im Laufe der Zeit bei vielen Verben zur Standardform für den Konjunktiv II geworden, die Form er würde waschen ist heute weit gebräuchlicher als er wüsche. Da bei vielen Verben Indikativ Präteritum und Konjunktiv II bei manchen Personen identisch sind (sie hielten ihn für einen Franzosen), wird auch hier für den Konjunktiv zur Unterscheidung die Umschreibung mit Hilfsverb (sie würden ihn für einen Franzosen halten) verwendet.
Im Fall der Perfekt- und der Passivbildung verbindet sich das Hilfsverb mit einer Partizipform des Verbs, bei der Futur- und Konjunktivbildung mit der einfachen Infinitivform (siehe im Artikel Deutsche Grammatik#Reihenfolge der Verben)
Vom Präsens er verzaubert werden die folgenden Formen gebildet:
| Indikativ       | Indikativ                 | Indikativ                       | Indikativ                        |
|                 | Aktiv                     | Vorgangspassiv                  | Zustandspassiv                   |
| --------------- | ------------------------- | ------------------------------- | -------------------------------- |
| Präsens         |                           | er wird verzaubert              | er ist verzaubert                |
| Perfekt         | er hat verzaubert         | er ist verzaubert worden        | er ist verzaubert gewesen        |
| Präteritum      |                           | er wurde verzaubert             | er war verzaubert                |
| Plusquamperfekt | er hatte verzaubert       | er war verzaubert worden        | er war verzaubert gewesen        |
| Futur I         | er wird verzaubern        | er wird verzaubert werden       | er wird verzaubert sein          |
| Futur II        | er wird verzaubert haben  | er wird verzaubert worden sein  | er wird verzaubert gewesen sein  |
| Konjunktiv I    |                           |                                 |                                  |
|                 | Aktiv                     | Vorgangspassiv                  | Zustandspassiv                   |
| Präsens         |                           | er werde verzaubert             | er sei verzaubert                |
| Perfekt         | er habe verzaubert        | er sei verzaubert worden        | er sei verzaubert gewesen        |
| Futur I         | er werde verzaubern       | er werde verzaubert werden      | er werde verzaubert sein         |
| Futur II        | er werde verzaubert haben | er werde verzaubert worden sein | er werde verzaubert gewesen sein |
| Konjunktiv II   |                           |                                 |                                  |
|                 | Aktiv                     | Vorgangspassiv                  | Zustandspassiv                   |
| Präsens         |                           | er würde verzaubert             | er wäre verzaubert               |
| Plusquamperfekt | er hätte verzaubert       | er wäre verzaubert worden       | er wäre verzaubert gewesen       |
| Futur I         | er würde verzaubern       | er würde verzaubert werden      | er würde verzaubert sein         |
| Futur II        | er würde verzaubert haben | er würde verzaubert worden sein | er würde verzaubert gewesen sein |

### Andere Wörter in Hilfsverb-Funktion
Auch das Verb „tun“ kann im Deutschen – allerdings nur umgangssprachlich oder in Dialekten, wie etwa im Bairischen – die Rolle eines Hilfsverbs übernehmen, beispielsweise in „Tust du noch rauchen?“ Die semantische Funktion in dieser Verwendung ist üblicherweise das Ausdrücken des Aspekts des Andauerns, welches in anderen, zum Beispiel slawischen, Sprachen analytisch geschieht (mittels flektierter Verbindungen, Stamm-Beugung oder Präfigierung; siehe auch Aorist). Das Verb „tun“ erfüllt umgangssprachlich in Süddeutschland auch die Funktion des Hilfsverbs „werden“ für den Konjunktiv II: Ich tät ja gern aufhören, aber ich rauch halt so gern.
Das Verb gehören wird umgangssprachlich wie ein Hilfsverb mit dem Passivpartizip gebraucht, um die Notwendigkeit einer passiven Handlung auszudrücken: Eins gehört gehört: SWR1 (Werbespruch des Radiosenders SWR1).

### Gebrauch der Hilfsverben als Vollverben
Nicht in jeder Verwendung sind die Verben „haben“, „werden“ oder „sein“ Hilfsverben. Sie können auch als eigenständige Verben auftreten.
„Sein“ wird am häufigsten als Kopula verwendet; dem Satzsubjekt wird mit Hilfe des Verbs „sein“ eine Eigenschaft zugeordnet („Das Buch ist blau“. „Ich bin müde“). „Haben“ dient zumeist besitzanzeigend oder als Zuordnung eines Sachverhaltes zum Subjekt („Otto hat ein Auto“. „Ich habe Bauchschmerzen“). „Werden“ kann eine Entwicklung bzw. einen Zustandsübergang anzeigen („Ich werde gleich ziemlich wütend“. „Er wird mit seiner Arbeit langsam fertig“). Das Passivpartizip von „werden“ ist hierbei regulär „geworden“, im Gegensatz zur Form „worden“, die beim Hilfsverb „werden“ gebraucht wird.

### Gebrauch von „sein“, „haben“ und „werden“ als Modalverben
In der Infinitivkonstruktion „wir haben unsere Verbündeten zu verteidigen“ wird „haben“ als Modalverb im Sinn von „müssen“ (in der Negation auch „dürfen“) verwendet. Entsprechendes gilt für die Verwendung von „sein“ in Ausdrücken wie „Dieser Antrag ist zu genehmigen“ („Dieser Antrag muss genehmigt werden“). In Konstruktionen wie „Das Mädchen wird 20 Jahre alt sein.“ („Das Mädchen ist vermutlich 20 Jahre alt.“) hat „werden“ eine modale Bedeutung, denn es drückt keine zukünftige Handlung aus, sondern modifiziert die Aussage. Oft wird das modale „werden“ auch mit der Modalpartikel „wohl“ kombiniert, um eine Möglichkeit auszudrücken: „Der Chef ist noch nicht gekommen. Er wird wohl krank sein.“

### Zum morphologischen Wandel der Hilfsverben „sein“ und „werden“
Im Präteritum der Hilfsverben „sein“ und „werden“ sind von der ersten Hälfte des 15. Jahrhunderts an zwei unterschiedliche Änderungen im Flexionssystem zu beobachten:
- 1. die sogenannte e-Epithese, die gleichzeitig bei den starken Verben auftritt, und
- 2. die Umgestaltung der Singularstammform nach dem Vorbild des Plurals.

Beide Prozesse sind systematisch erhoben worden; sie gestalten sich gesetzmäßig gemäß dem Piotrowski-Gesetz.

#### Die Umgestaltung des Singulars nach dem Vorbild des Plurals bei „sein“ und „werden“
Im Fall des Hilfsverbs „sein“ war zu beobachten, dass die Form des Singulars im Präteritum, die ursprünglich was lautete, im Lauf der Zeit durch die Form war ersetzt wurde; der Auslaut -s wurde also durch -r ersetzt, wobei als Vorbild offensichtlich die Pluralform des Verbs waren diente, die schon vorher den Stammauslaut auf -r aufwies. Dieser Prozess zog sich von der Phase 1430–1439 (erste Beobachtung von war) bis in die Zeit 1680–1689 (letzte Beobachtung von was) hin.
Beim Hilfsverb werden fand ein analoger Prozess statt: Der Stammvokal im Singular -a- (ward) wurde nach und nach durch den Stammvokal -u- (wurde) ersetzt. Dieser Prozess setzte im Zeitraum 1430–1459 (erste Beobachtungen der neuen Form) ein und zieht sich bis in die Gegenwart hin. Noch heute wird gelegentlich ward verwendet, allerdings mit nur geringer Häufigkeit und zu besonderen stilistischen Zwecken, etwa um Ironie anzudeuten. Dieser Sprachwandel ist damit aber noch nicht beendet.
Dieser Prozess der Umgestaltung des Singulars nach dem Vorbild des Plurals verdient besondere Beachtung, da sich hier der häufigere Singular nach dem selteneren Plural richtet; allgemein wird erwartet, dass sich in solchen Prozessen die seltenere Form an der häufigeren orientiert und nicht umgekehrt.

#### Die e-Epithese im Präteritum der Hilfsverben „sein“ und „werden“
Die e-Epithese zog sich nach den Beobachtungen von Ulrike Imsiepen (1983) bei den starken Verben etwa von der Mitte des 15. Jahrhunderts an bis etwa zum Ende des 18. Jahrhunderts hin; sie erreichte in den 1680er Jahren ihren Höhepunkt mit rund 50 % aller Vorkommen des Singulars und verschwand dann wieder. Nur starke Verben, deren Stamm auf -h endet, zeigten noch etwas länger das epithetische -e (Beispiele: flohe, sahe statt floh und sah). Das Hilfsverb „werden“ macht hier eine Ausnahme: Es setzte etwa gleichzeitig ein. Anders als bei den starken Verben verschwand die e-Epithese jedoch nicht. Sie setzte sich durch und wird heute neben den relativ seltenen Verwendungen von ward bei allen Vorkommen des Verbs mit umgestaltetem Singular (wurde) allein verwendet.
Das Hilfsverb sein verhielt sich dagegen so wie die starken Verben: Erste Formen mit e-Epithese (wase, ware) waren um die Mitte des 15. Jahrhunderts zu beobachten; sie erreichten um 1700 einen Höhepunkt mit einem Anteil von knapp 15 % aller Vorkommen der Singular-Formen und verschwanden bis zum Ende des 18. Jahrhunderts wieder.
Die e-Epithese ist sehr aufschlussreich, dokumentiert sie doch deutlich, dass sich ein und derselbe Sprachwandelprozess bei verschiedenen Wörtern der gleichen Klasse, in diesem Fall den Verben, auf sehr unterschiedliche Weise und in verschiedenem Ausmaß durchsetzt.

## Hilfsverben in anderen Sprachen
Die Entsprechungen von haben und sein werden auch in vielen anderen indogermanischen Sprachen verwendet, zum Beispiel im Französischen (avoir „haben“, être „sein“). Teilweise wird auch nur eines der Verben verwendet; im Bulgarischen wird zum Beispiel ausschließlich съм „sein“ zur Bildung von Perfekt und Plusquamperfekt verwendet, während имам „haben“ hier nicht als Hilfsverb verwendet wird. Umgekehrt verwenden manche Sprachen auch andere Verben als Hilfsverben, zum Beispiel im Bulgarischen щe/щях (eigentlich „wollen“) zur Bildung der Futurformen.
Im Italienischen können bei der Passivbildung die Verben andare (gehen) und venire (kommen) statt des sonst verwendeten essere (sein) gebraucht werden, wobei andare eine Notwendigkeit ausdrückt: Questo libro va letto (etwa: Dieses Buch gehört gelesen).
Im Englischen werden Hilfs- und Modalverben unter dem Begriff auxiliary verbs zusammengefasst, wobei die „modals“ jedoch eine Sondergruppe mit besonderen syntaktischen Eigenschaften bilden. Beispiele sind neben be (sein) und have (haben) auch will (für die Bildung des Futurs) und get (eigentlich bekommen, für die Bildung des Passivs).